# Баруткіни
Бару́ткіни (рос. Баруткины) — присілок у складі Свічинського району Кіровської області, Росія. Входить до складу Свічинського сільського поселення.
Населення становить 10 осіб (2010, 13 у 2002).
Національний склад станом на 2002 рік — росіяни 100 %.